# 박수갈채가합
「박수갈채가합」(拍手喝采歌合)은 supercell의 악곡. 동그룹 8매째의 싱글로서 2013년 6월 12일에 Sony Records로부터 발매되었다. 악곡은 ryo에 의해 제작, 프로듀스되었다. 덧붙여서 타이틀의 일부로도 되어 있는 「가합」은, 헤이안 시대로부터가마쿠라 시대에 걸쳐 행해진 노래를 겨루게 하는 놀이이다.

## 개요
supercell의 싱글로서는 전작 「The Bravery」로부터 약 3개월만의 릴리스가 된다.
본 곡은, 텔레비전 애니메이션 「칼 이야기」의 노이타미나 판 오프닝 테마에 기용되었다. 제작에 즈음해 ryo는, 본방송판의 엔딩이 12화분 준비되어 있던 것과 그리고 극중의 세계관이 12개의 칼을 둘러싼 쟁탈전인 것부터, 「12화 분의곡으로 싸우는 이미지」로 다 썼다고 한다. 또, 소위 일본식 락 테이스트이며, 지금까지 5~6분 정도의 악곡이 많았던 supercell의 싱글 A면으로서는 드물게 연주 시간은 4분이 채 안될 만큼 짧은 위, 녹의 회수도 2 회 밖에 없게 반복의 회수가 적다. 또, 원 코러스 자체도 약 45초로 짧다.
싱글은 CD+Blu-ray의 초회 한정반A(SRCL-8280/1), CD+DVD의 초회 한정반B(SRCL-8282/3), CD만의 통상반(SRCL-8284)의 3종 릴리스로, 첫회 한정반에는 본곡의 PV가 수록되고 있다.
싱글의 2곡째 「M.K.O」는, 기타가 활약하는 근사한 곡으로, 각종 기재를 시험하면서 소리를 모색했다고 한다. 레코딩에서는 2 테이크 행했지만, 채용된 것은 1 테이크다.
싱글의 3곡째 「저녁노을 블루스」는, 17세가 될까말까하는 코에다를 블루스 하프로 표현한 노스탤지조의 곡으로, 상심했을 때에 듣는 것을 의도했다고 한다. 덧붙여서 블루스 하프 자체는 본곡을 인상지우기 위해서 구입했지만, 레코딩에서는 숨이 가지지 않고 고생했다고 한다. 또, 커플링곡으로서는 처음으로 5분을 넘었다.

## 수록곡
전체 작사·작곡: ryo
| #            | 제목                                                                                        | 재생 시간 |
| ------------ | ------------------------------------------------------------------------------------------- | --------- |
| 1.           | 〈박수갈채가합(拍手喝采歌合)〉 (텔레비전 애니메이션 「칼 이야기」노이타미나 판 오프닝 테마) | 3:58      |
| 2.           | 〈M.K.O〉                                                                                   | 4:15      |
| 3.           | 〈저녁노을 블루스(夕焼けブルース)〉                                                         | 3:31      |
| 4.           | 〈박수갈채가합（TV Edit）〉                                                                 | 1:36      |
| 5.           | 〈박수갈채가합 -Instrumental-〉                                                             |           |
| 6.           | 〈M.K.O -Instrumental-〉                                                                    |           |
| 7.           | 〈저녁노을 블루스 -Instrumental-〉                                                          |           |
| 8.           | 〈박수갈채가합（TV Edit） -Instrumental-〉                                                  |           |
| 총 재생 시간 | 총 재생 시간                                                                                | 29:57     |

| #  | 제목                                                 | 재생 시간 |
| -- | ---------------------------------------------------- | --------- |
| 1. | 〈박수갈채가합〉 (Music Video)                       |           |
| 2. | 〈「칼 이야기」Opening 논크레딧 무비〉 (Music Video) |           |

## 출전
1. 1 2  “拍手喝采歌合 ［CD+Blu-ray Disc］＜初回生産限定盤A＞”. タワーレコード. 2014년 4월 13일에 원본 문서에서 보존된 문서. 2013년 7월 20일에 확인함.
2. 1 2 3  《アニカン》 (エムジーツー). Vol.123 (（2013年7月号）): 21. 2013년 6월 19일. 다음 글자 무시됨: ‘和書’ (도움말); |제목=이(가) 없거나 비었음 (도움말)